# Brez
Brez är en ort och frazione i kommunen Novella i provinsen Trento i regionen Trentino-Sydtyrolen i Italien. Kommunen upphörde den 31 december 2019 och bildade tillsammans med kommunerna Cagnò, Cloz, Revò och Romallo den nya kommunen Novella. Den tidigare kommunen hade 739 invånare (2018).